# Мерезень
Мерезе́нь (чув. Мереҫен) — посёлок в Ибресинском районе Чувашской Республики Российской Федерации, расположенный на левом берегу реки Шурлахвар. Входит в состав Климовского сельского поселения. Население на 2015 год — 26 человек.

## География
Деревня находится на границе двух центральных районов Чувашии: Ибресинского и Канашского. Один край деревни граничит с лесом, другой — с полем колхоза «Красный фронтовик».
Расстояние до г. Чебоксары — 113 км; до райцентра — поселка Ибреси — 16 км; до ближайшего города — Канаш — около 30 км; до ближайшего села Климово — 5 км; до ближайшей деревни Алшихово — 2 км. Недалеко расположены также деревня Молния Большеабакасинского сельского поселения (2 км). До ближайших населённых пунктов Канашского района: до деревни Новые Шорданы — ок. 3 км, до деревни Бугурданы — ок. 4 км.

## История
Деревня ведёт свою историю с 1928 года, когда выходцы из соседнего села Климово образовали населённый пункт с названием Разъезд 275 км. В 1932 году на территории населённого пункта было образовано коллективное хозяйство «Мерезень». Название колхоза стало названием посёлка со 2 декабря 1935 года. Впоследствии колхоз (наравне с колхозом «Алшихово», образованным в 1931 году в соседней деревне Алшихово) слился с колхозом «Красный фронтовик». С момента образования колхоза «Мерезень» жители деревни занимались сельским хозяйством, лесоразработкой, хлебопечением, маслоделием, забоем скота.
В период Великой Отечественной войны многие жители деревни находилось на фронтах.
В 1948 году открыта начальная школа.

## Природа
Рядом с деревней протекает речка Шурлахвар. Недалеко от деревни сосновый бор и смешанный лес. На краю поселка — два пруда. В 7 км — большое озеро Рассвет, популярное у местных рыбаков. Здесь много карповых (особенно зеркальный карп), бычки, карась. В 3,5 км — пруд у березовой рощи, в нём водятся караси и огольцы.

## Хозяйство
Жители в основном заняты в приусадебном хозяйстве. Огородничество представлено такими культурами как: картофель, красная и кормовая свекла, капуста, подсолнух, морковь, земляника садовая, топинамбур, помидоры, огурцы, хрен, лук, чеснок, укроп и другое. В садах: различные сорта яблони, крыжовника, малины, смородины, сливы. Популярно рыболовство.
Жители заняты также скотоводством (коровы, овцы). Также разводят пчел, кроликов. Почти в каждом дворе — домашняя птица: гуси, утки, куры. Некоторые жители также работают в учреждениях поселка Ибреси и на участке «Канаш — Ибреси» Горьковской железной дороги.

## Жители
Количество постоянных жителей в деревне на 20 июня 2008 года — ок. 45 человек. Жители деревни по национальности чуваши и русские православного вероисповедания.

## Инфраструктура
В деревне — одна улица — улица Новая. Таблички с названием улицы и нумерации домов не вывешиваются. Письма и пресса доходят на фамилию жителя деревни.
Деревня телефонизирована. Доступна сотовая связь. Ближайшее почтовое отделение находится в деревне Тойси-Паразуси. Ближайшие магазин, дом культуры и библиотека — в 4 км — в селе Климово. Проведен газопровод. В каждом доме дополнительно имеются печи, в каждом дворе — баня.
В 2007 году к деревне проложена дорога с твердым покрытием. Однако, автобусного сообщения нет. В 2-х км от деревни находится железнодорожная станция «Разъезд 275 км» Горьковской железной дороги РЖД — остановка пассажирских пригородных поездов, курсирующих между городами Канаш и Алатырь.